# Palaua malvifolia
Palaua malvifolia är en malvaväxtart som beskrevs av Antonio José Cavanilles. Palaua malvifolia ingår i släktet Palaua och familjen malvaväxter. Inga underarter finns listade i Catalogue of Life.